# Xã Everett, Quận Burt, Nebraska
Xã Everett (tiếng Anh: Everett Township) là một xã thuộc quận Burt, tiểu bang Nebraska, Hoa Kỳ. Năm 2010, dân số của xã này là 981 người.